# Herlev község
Herlev község (dánul: Herlev Kommune) Dánia 98 községének (kommune, helyi önkormányzattal rendelkező közigazgatási egység) egyike. Nagy-Koppenhága része. Herlev község Koppenhága, Furesø, Gladsaxe, Rødovre, Glostrup és Ballerup községekkel határos. Lakosainak száma 28 966 fő (2019. szeptember 1.).
A 2007. január 1-jén életbe lépő közigazgatási reform nem érintette.

## Települések
Települések és népességük:

Koppenhága és a környező községek

- Herlev (26635 - Nagy-Koppenhága része)